# Vot prin Internet
Prin votul prin Internet sau votul electronic se înțeleg metodele care utilizează un dispozitiv electronic conectat la Internet pentru a înregistra, număra sau transmite voturile. Se poate folosi atât pentru alegerile pentru funcții politice, cât și pentru decizii democratice, recensăminte, sondaje publice de opinie și altele.

## Cerințe
Votul prin Internet nu este o sarcină simplă. În primul rând votarea și numărătoarea voturilor trebuie să aibă loc conform legilor în vigoare, care trebuie să le prevadă în mod explicit. Apoi trebuie asigurată păstrarea secretului votării (anonimitatea) și trebuie exclusă orice posibilitate de falsificare. Fiecărui votant trebuie să i se permită să voteze doar o singură dată. În plus numărătoarea voturilor trebuie să fie verificabilă și chiar repetabilă (iar în acest caz să producă, desigur, aceleași rezultate).
Pentru accepția publică a votării prin Internet este esențială și o largă conectivitate la Internet a cetățenilor. Între 2007 - 2011 numărul conexiunilor la Internet în gospodăriile românești a crescut de la 22 % la 47 %; cifrele corespunzătoare la nivelul Uniunii Europene fiind 54 % și 73 % . Totuși nu este necesar să se voteze din gospodăria proprie, Internetul devenind din ce în ce mai prezent și în viața publică.

## Avantaje
- Votul electronic poate fi exercitat, cel puțin în principiu, și de la distanță (de ex. nu la localul de vot, ci chiar de acasă, pe un calculator personal). În acest caz el poate reduce costurile cu deplasarea electorilor și expedierea votului. [2]
- În plus el mai poate și să accelereze numărarea voturilor.
- Persoanele cu drept de vot aflate în străinătate pot participa mai ușor la votare.

## Votul prin Internet în România
În România prima inițiativă parlamentară pentru introducerea votului prin Internet a apărut în 2007, dar nu a avut succes.
În 2010 prima campanie de sprijinire a votului prin Internet din România, venită din partea societății civile, a venit din partea organizației GRSPSociety.
In 2015, o audiere publica pe tema "Votul electronic sau votul prin corespondență?" a fost organizata de Societatea Academica din Romania si Academia de Advocacy.

## Votul prin Internet în alte țări
În câteva țări - Austria, Australia, Canada, Estonia, Franța, Germania, Japonia și Elveția - există prevederi legislative pentru votul electronic, fără prezență personală, de la distanță. In 2011, votul prin internet la nivel municipal se testa în Norvegia.
Deși mai multe țări din Uniunea Europeană au testat diferite proiecte de vot electronic, Estonia este în prezent (2011) singurul membru UE care folosește această procedură pe scară largă. La alegerile parlamentare estoniene din 2011, 24% din alegǎtori au votat prin internet.
În Estonia infrastructura sistemului de vot prin Internet este monitorizată constant de către experți pentru a securiza sistemul împotriva atacurilor răuvoitoare. 